# Championnats de France d'athlétisme 1980
Navigation
Championnats 1979 Championnats 1981
Les Championnats de France d'athlétisme 1980 ont eu lieu du 27 au 29 juin 1980 au Stadium Nord de Villeneuve-d'Ascq. 

## Palmarès
| Discipline             | Hommes                | Hommes          | Femmes              | Femmes       |
| ---------------------- | --------------------- | --------------- | ------------------- | ------------ |
| 100 m                  | Hermann Panzo         | 10 s 48         | Chantal Réga        | 11 s 44      |
| 200 m                  | Joseph Arame          | 20 s 83         | Chantal Réga        | 22 s 86      |
| 400 m                  | Didier Dubois         | 46 s 75         | Sophie Malbranque   | 51 s 81      |
| 800 m                  | Roger Milhau          | 1 min 49 s 4    | Véronique Renties   | 2 min 04 s 9 |
| 1 500 m                | Didier Bégouin        | 3 min 44 s 1    | Véronique Renties   | 4 min 14 s 7 |
| 3 000 m                | -                     | -               | Joëlle Debrouwer    | 9 min 15 s 4 |
| 5 000 m                | Philippe Legrand      | 13 min 49 s 2   | -                   | -            |
| 10 000 m               | Radhouane Bouster     | 28 min 16 s 64  | -                   | -            |
| 50 km marche           | Gérard Lelièvre       | 3 h 58 min 39 s | -                   | -            |
| 100 m haies            | -                     | -               | Laurence Lebeau     | 13 s 03      |
| 110 m haies            | Guy Drut              | 13 s 94         | -                   | -            |
| 400 m haies            | Patrick Chazot        | 51 s 22         | Dominique Le Disses | 58 s 00      |
| 3 000 m steeple        | Joseph Mahmoud        | 8 min 36 s 4    | -                   | -            |
| Saut en longueur       | Philippe Deroche      | 8,06 m          | Florence Picaut     | 6,40 m       |
| Triple saut            | Christian Valétudié   | 16,65 m         | -                   | -            |
| Saut en hauteur        | Paul Tanon            | 2,18 m          | Sylvie Prenveille   | 1,84 m       |
| Saut à la perche       | Thierry Vigneron      | 5,75 m          | -                   | -            |
| Lancer du poids        | Arnjolt Beer          | 19,19 m         | Léone Bertimon      | 16,65 m      |
| Lancer du disque       | Frédéric Piette       | 55,76 m         | Isabelle Reynaud    | 52,30 m      |
| Lancer du marteau      | Philippe Suriray      |                 | -                   | -            |
| Lancer du javelot      | Serge Leroy           | 77,48 m         | Annie Boclé         | 49,80 m      |
| Décathlon / Heptathlon | Jean Philippe Sommero | 7 145 pts       | Florence Picaut     | 5 522 pts    |